# Цзянь Чжицюнь, Андрей
Андрей Цзянь Чжицюнь (9 апреля 1926 год, Китай — 17 февраля 2009 год, Китайская Республика) — католический прелат, епископ Хауляня с 23 января 1992 года по 19 ноября 2001 год.

## Биография
29 июня 1953 года был рукоположён в священники.
23 января 1992 года Римский папа Иоанн Павел II назначил его епископом Хуаляня. 11 апреля 1992 года состоялось рукоположение Андрея Цзянь Чжицюня в епископа, которое совершил архиепископ Гуанчжоу Доминик Дан Имин в сослужении с епископом Гаосюна Павлом Шань Госи и архиепископом Тайбэя Иосифом Ди Ганом.
19 ноября 2001 года вышел в отставку. Скончался 17 февраля 2009 года.